# Puente Ambassador
El puente Ambassador (del inglés: Ambassador Bridge) es un puente colgante internacional que une Detroit, en el Estado estadounidense de Míchigan, con Windsor en la provincia canadiense de Ontario. El puente pertenece a la compañía Detroit International Bridge Co., controlada por el magnate Manuel "Matty" Moroun. También el Túnel Detroit-Windsor conecta ambas ciudades. Un estudio del transporte fronterizo de 2004 reveló que 150.000 trabajos en la región, así como 13.000 millones de dólares al año, dependen de la unión Windsor-Detroit. Se trata del paso fronterizo más importante en volumen comercial en Norteamérica, ya que más del 25% del comercio entre los Estados Unidos y Canadá cruza este puente.

## Diseño
El puente, sobre el río Detroit, era el puente colgante más largo del mundo cuando se construyó en 1929 gracias a su longitud de 564 metros, un título que ostentó hasta 1931. La longitud total del mismo es de 2.286 m. La construcción comenzó en 1927 y se completó en 1929. El gabinete de arquitectos responsable de la obra fue McClintic-Marshall Company de Pittsburgh, Pensilvania.
El estilo del puente es una mezcla de Art decó y Streamline moderne con toques de estilo gótico. El principal material para su construcción fue el acero, si bien las torres principales a cada lado son una aleación de acero y sílice que surgen de los pilares de hormigón. Las torres se alzan 118 metros sobre el río y se sumergen 35 bajo el río Detroit. El puente está compuesto de 21.000 toneladas de acero, y la calzada se alza a una altura de 46 metros sobre la superficie del río. Solo la parte principal sobre el río está soportada por cables de suspensión, los pilares principales están soportados por una estructura de celosía a modo de puente en ménsula.
El único paso de peatones, situado en el lado sur, está destinado a los peatones y a las bicicletas, paso que se cerró tras los ataques del 11 de septiembre como medida preventiva. Cuando se pinta la parte sur del puente el paso de peatones sirve de apoyo.

## Comercio
El puente es de cuatro carriles z transporta más de 10.000 vehículos industriales los días laborables. Tras las mejoras que se realizaron en 2009 es posible acceder al puente desde las carreteras Interstate 75 y Interstate 96 en el lado estadounidense y la Highway 3 en el lado canadiense (también se conecta de forma indirecta el puente con la Highway 401). Hasta entonces, el tráfico proveniente del puente en el lado canadiense tenía que circular por un área residencial densamente poblada en la Highway 3 antes de acceder a la Highway 401. Existe un proyecto para descongestionar el puente Ambassador que consiste en construir un puente paralelo sobre el río Detroit.
Partes del hormigón original utilizado en el puente se reutilizó en los parques y carriles bici de Windsor.

## En la ficción y los medios
El puente ha aparecido en las películas 8 Mile, Crossing the Bridge, Grosse Pointe Blank, Sicko y Bowling for Columbine. También en las primeras tomas de Four Brothers y en un episodio de las series Biker Mice From Mars ("The Motor City Maniac", 1994). También se menciona en la novela Middlesex de Jeffrey Eugenides. Igualmente, aparece en el vídeo musical de Sam Roberts, "Detroit '67".
| Predecesor: Puente de Benjamin Franklin (Filadelfia−Camden, USA) | Puente con el vano más largo del mundo 1929-1931 | Sucesor: Puente George Washington (Nueva Jersey−Manhattan, USA) |

## Galería de imágenes

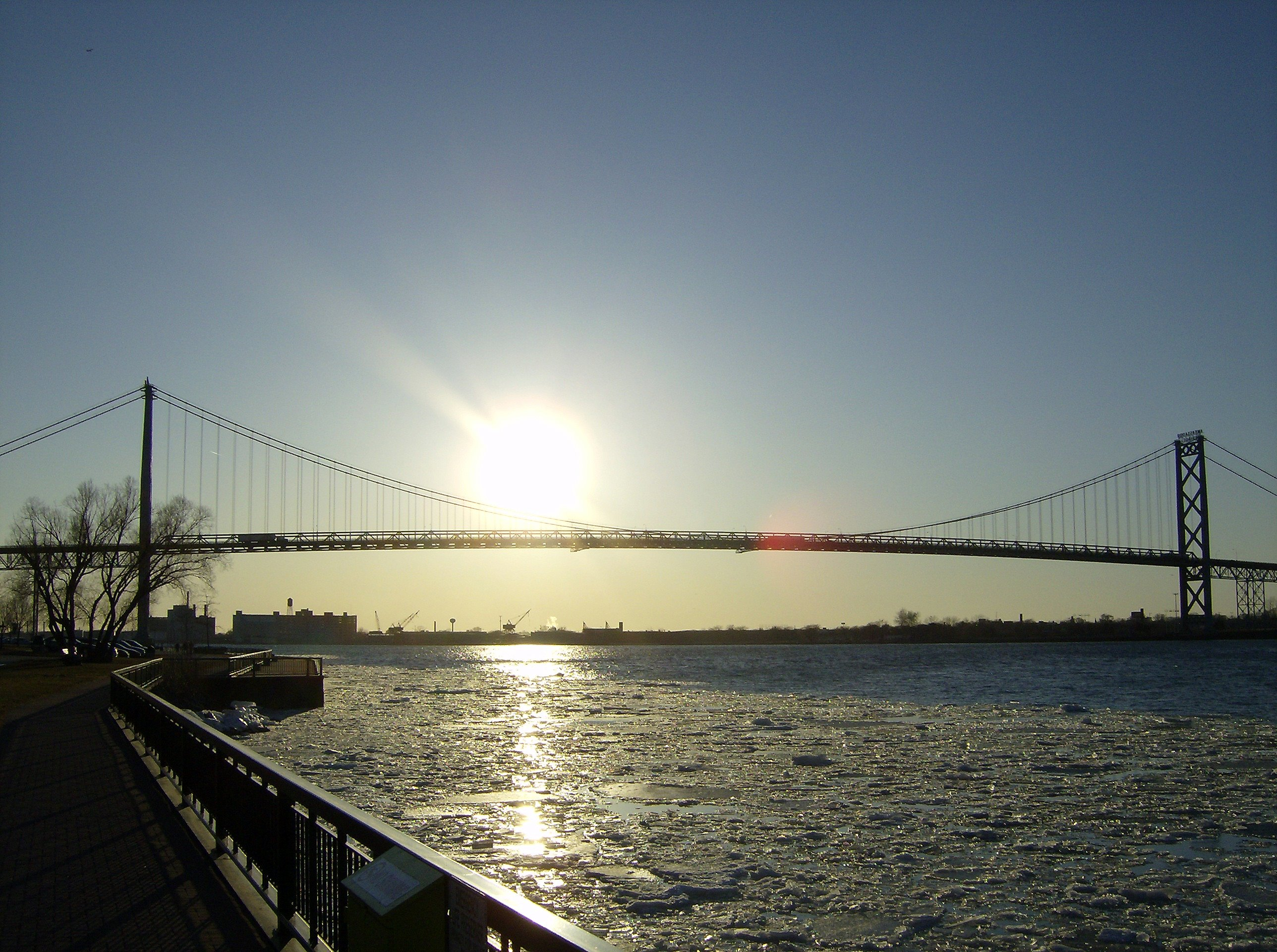
El puente en la puesta del sol desde Windsor, Ontario, Canadá.
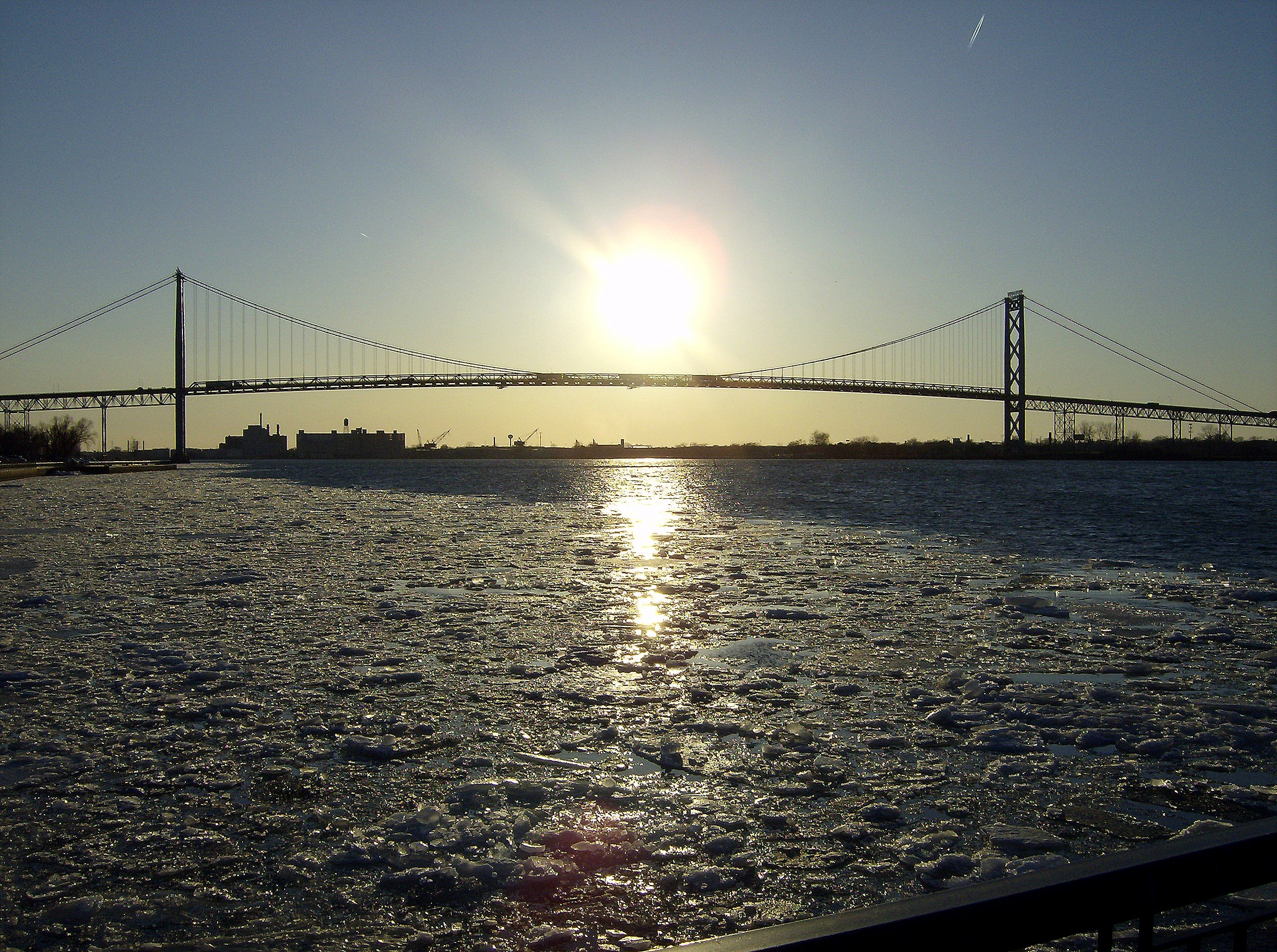
El hielo se abre paso sobre el río Detroit.
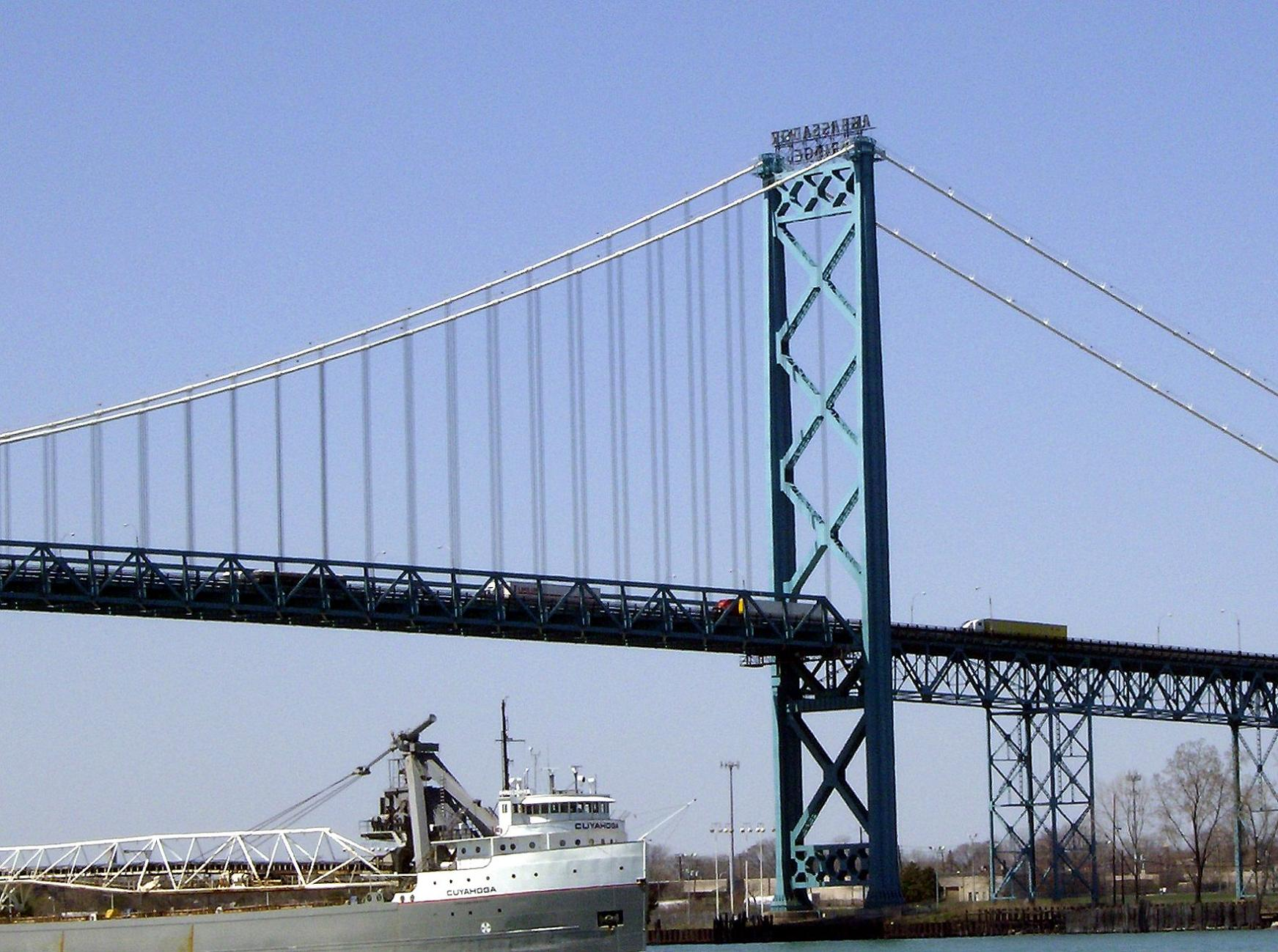
El río Detroit bajo el puente.
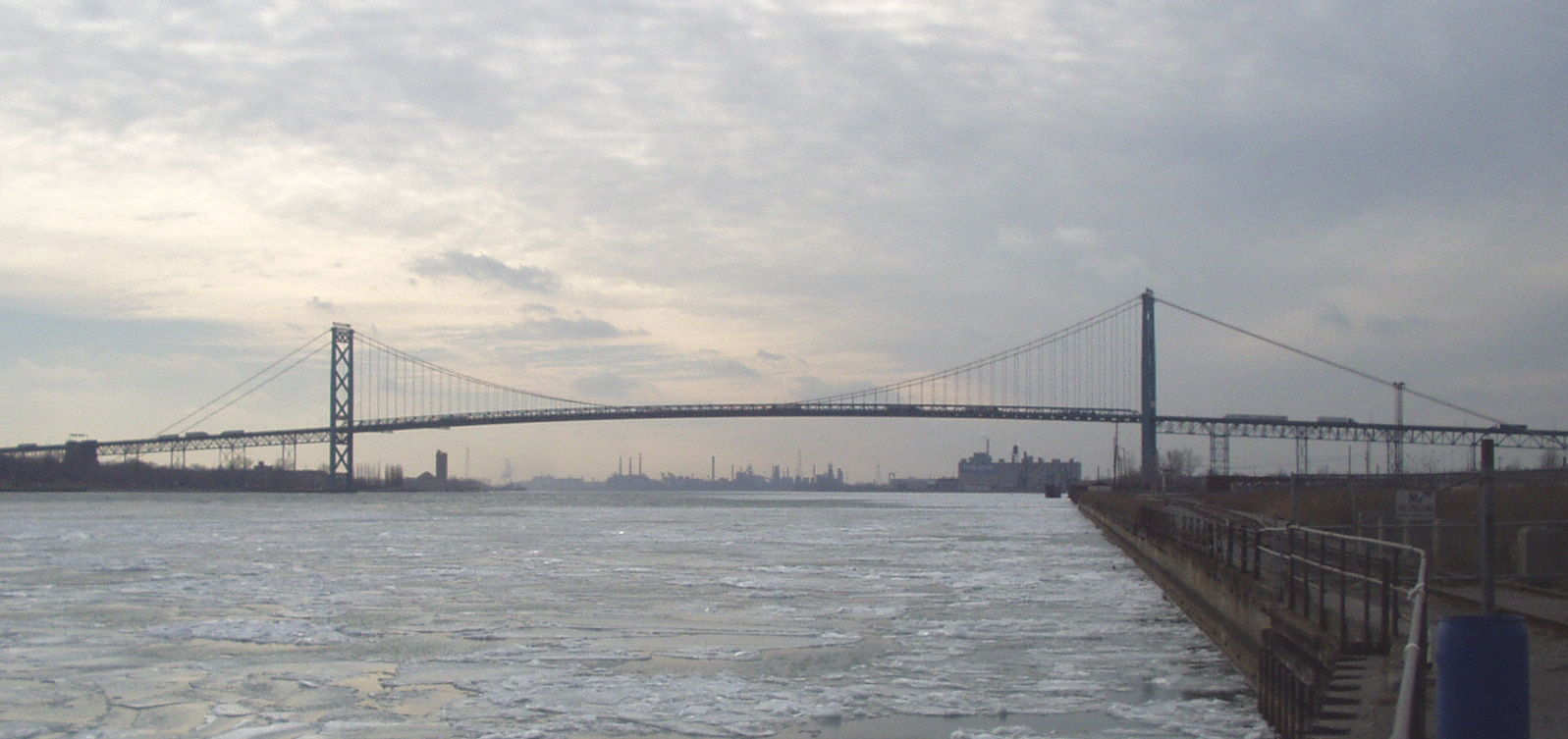
El puente desde el lado estadounidense.